# Boletus
Boletus (Carl von Linné, 1753) este un gen de ciuperci al încrengăturii Basidiomycota din familia Boletaceae care cuprinde mult peste 100 de specii și coabitează, fiind un simbiont micoriza (formează micorize pe rădăcinile arborilor). Numele generic este derivat din cuvântul latin (latină boletus) care decurge la rândul său de la cuvântul din limba greacă antică bolitos (greacă βωλίτης), ce înseamnă „ciuperci de pe pământ”, fiind cunoscut în popor sub denumirea hribi. Acest gen este caracterizat prin tubulețe fixate vertical sub pălărie precum un picior în mod general cu bază bulboasă. Cel mai cunoscut reprezentant precum tipul de specie este Boletus edulis (hribul cenușiu). Acest gen a fost definit și descris de Carl von Linné, pentru prima oară în anul 1753. Familia boletaceelor este răspândită peste toate continentele (în afară de Antarctida).

## Descriere
Genul Boletus este o ciupercă de diversificare mai recentă (între 44 și 34 milioane de ani) din timpul perioadei geologice Eocen, în diferență cu Agaricus (între 178 și 139 milioane de ani).

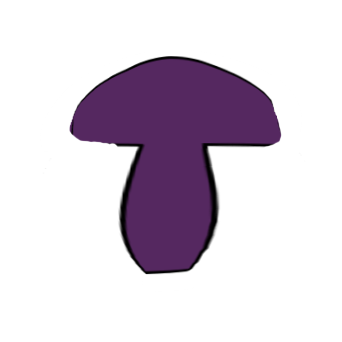

- Pălăria: are o pălărie netedă și fără luciu de diferite culori de la alb-gri și gălbui la maro închis cu un diametru de până 30 cm. La început, pălăria este semisferică, având mai târziu mereu forma unei perne.

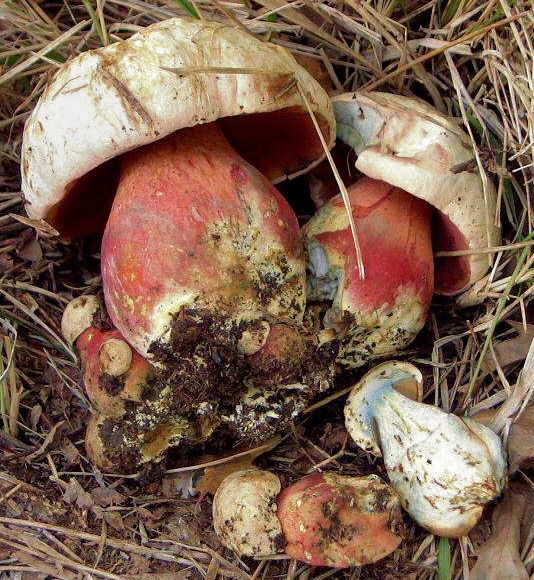
Buretele dracului

- Tuburile și porii: are tubulețe fixate vertical sub pălărie, nu lamele ca  de exemplu la Agaricus bisporus și Agaricus edulis, nici pori, acești cuvin genului Polyporus sau stinghii ca la genul Cantharellus). Din aceste tubulețe cad după procesul de maturare a sporilor. Culoarea acestora diferă tare. În majoritatea cazurilor sunt albe, galbene sau roșii.
- Piciorul:  are un picior robust și cărnos, de până la 10 cm lățime, scund și obez la început, iar apoi întins, robust, în mod general cu bază bulboasă de până la 12 cm lățime, cunoscut de la hribi, câteodată de formă fusiformă, ca de exemplu la Boletus aestivalis sau Boletus citrinus. Culorile sunt foarte diferite: alb, galben, maroniu, maro-roșcat, adesea oară cu gratii de la maro peste roșu înfocat, purpuriu până la aproape negru care se întind reticulari peste suprafață dar și cu picățele colorate diferențiat sau cu ochiuri.[6]

Acest tip de ciupercă formează o ecto-micoriză cu rădăcinile de copaci diferiți (în mod special cu molizi, brazi, fagi și stejari), care, în unele cazuri, apare ca ecotipuri foarte specializate.

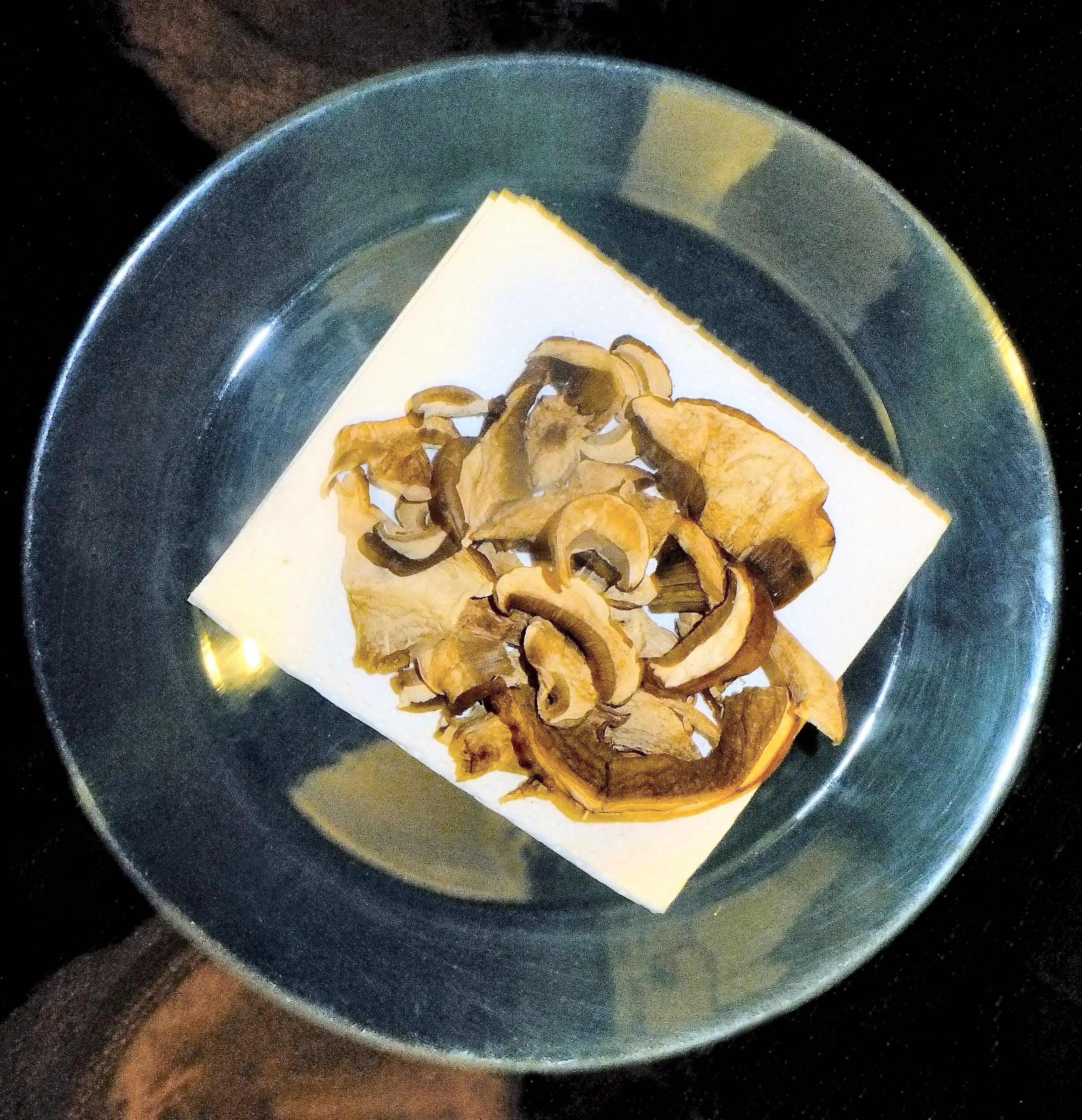
Hribi și alte feluri Boletus uscate

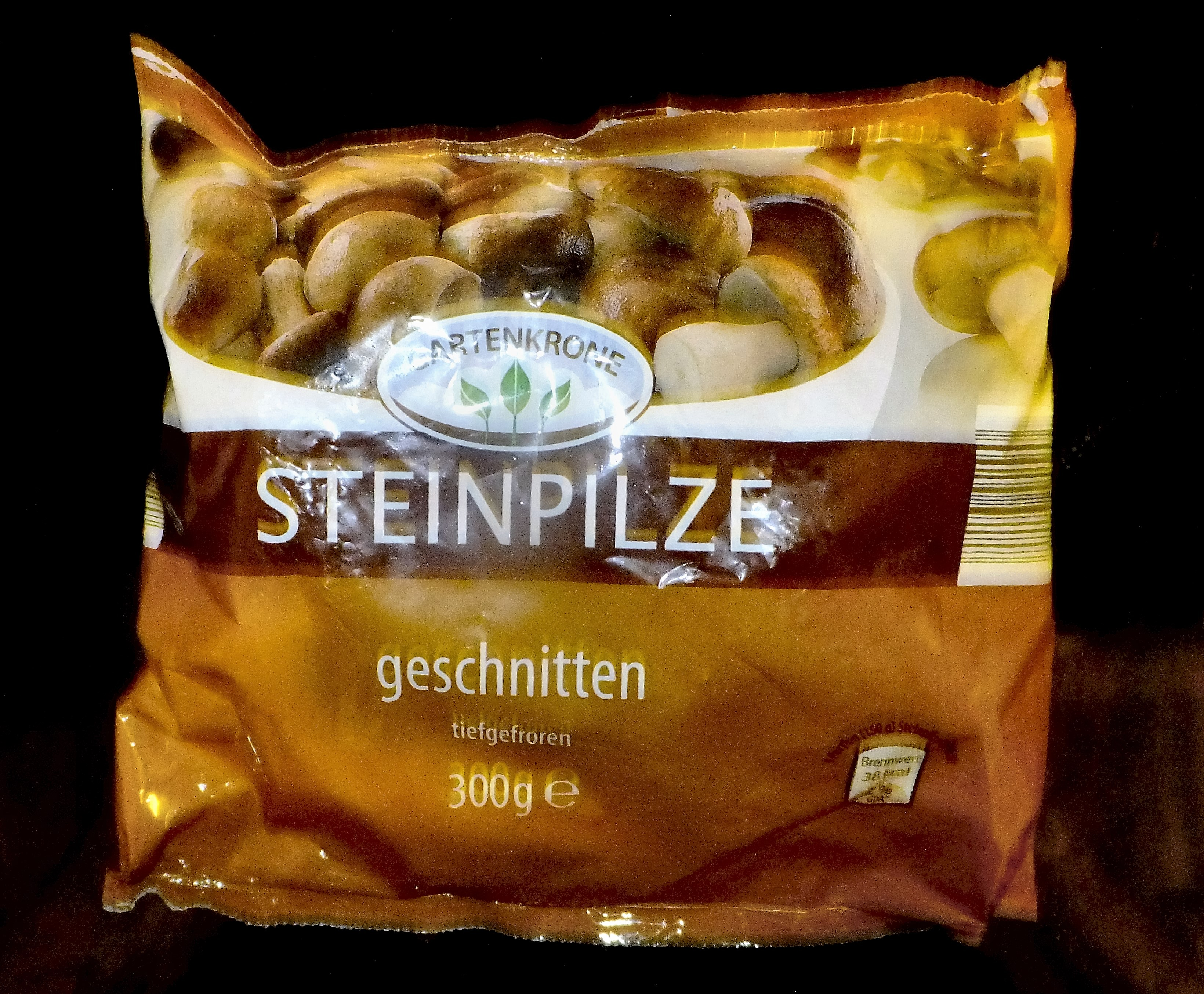
Hribi congelați

## Comestibilitate
Singurele ciuperci precis otrăvitoare, dar nu mortale, din familia Boletaceae sunt Boletus satanas (buretele dracului) și speciile înrudite ca de exemplu Boletus lupinus, Boletus rhodoxanthus, Boletus satanoides și altele puține. Mai departe există un număr mic de ciuperci suspecte (Boletus luridus, Boletus splendidus)  sau incomestibile, fie că sunt de gust prost sau foarte amare ca Boletus calopus, Tylopilus felleus sau Boletus radicans.
Majoritatea acestor bureți sunt comestibili și de savoare, dar din păcate, specia este tare atacată de numeroase larve, în special în perioada de creștere.

## Conservare
Cel mai bun fel de conservare este uscatul bureților. De abia atunci bureții dezvoltă aroma precum gustul lor extraordinar. Ei pot să fie și congelați sau prelucrați conservă. În ultimul caz sunt foarte moi și puțin gustoase. În cele mai multe cazuri se folosesc hribi.

## Taxonomie
Genul Boletus este mare și are o istorie taxonomică complexă. Index Fungorum enumeră peste 300 de denumiri științifice, care au fost aplicate acestui gen, deși numărul de nume în prezent valabile este mai mic. În plus, față de sinonimie, multe specii au fost mutate în alte genuri cum sunt de exemplu Caloboletus, Gyroporus, Leccinum, Suillus, Tylopilus, sau Xerocomus. Analizele filogenetice moleculare furnizează noi informații cu privire la relațiile dintre populațiile Boletus. Pentru un laic este foarte greu a găsii o orânduire clară, pentru că din păcate sinonimele și chiar schimburile de nume diferă intre țări precum scientiști.
Următoarea tabelă arată câteva exemple ale speciei:
| - Boletus abruptibulbus - Boletus aereus - Boletus aestivalis - Boletus albidus - Boletus bicolor - Boletus duriusculus - Boletus edulis - Boletus erythropus - Boletus fechtneri - Boletus fragrans | - Boletus junquilleus - Boletus luridus - Boletus permagnificus - Boletus pinicola - Boletus pulverulentus - Boletus queletii sin. Leccinum queletii - Boletus regius - Boletus russellii - Boletus splendidus - Boletus speciosus - Boletus umbrinus |  |

## Galerie de imagini

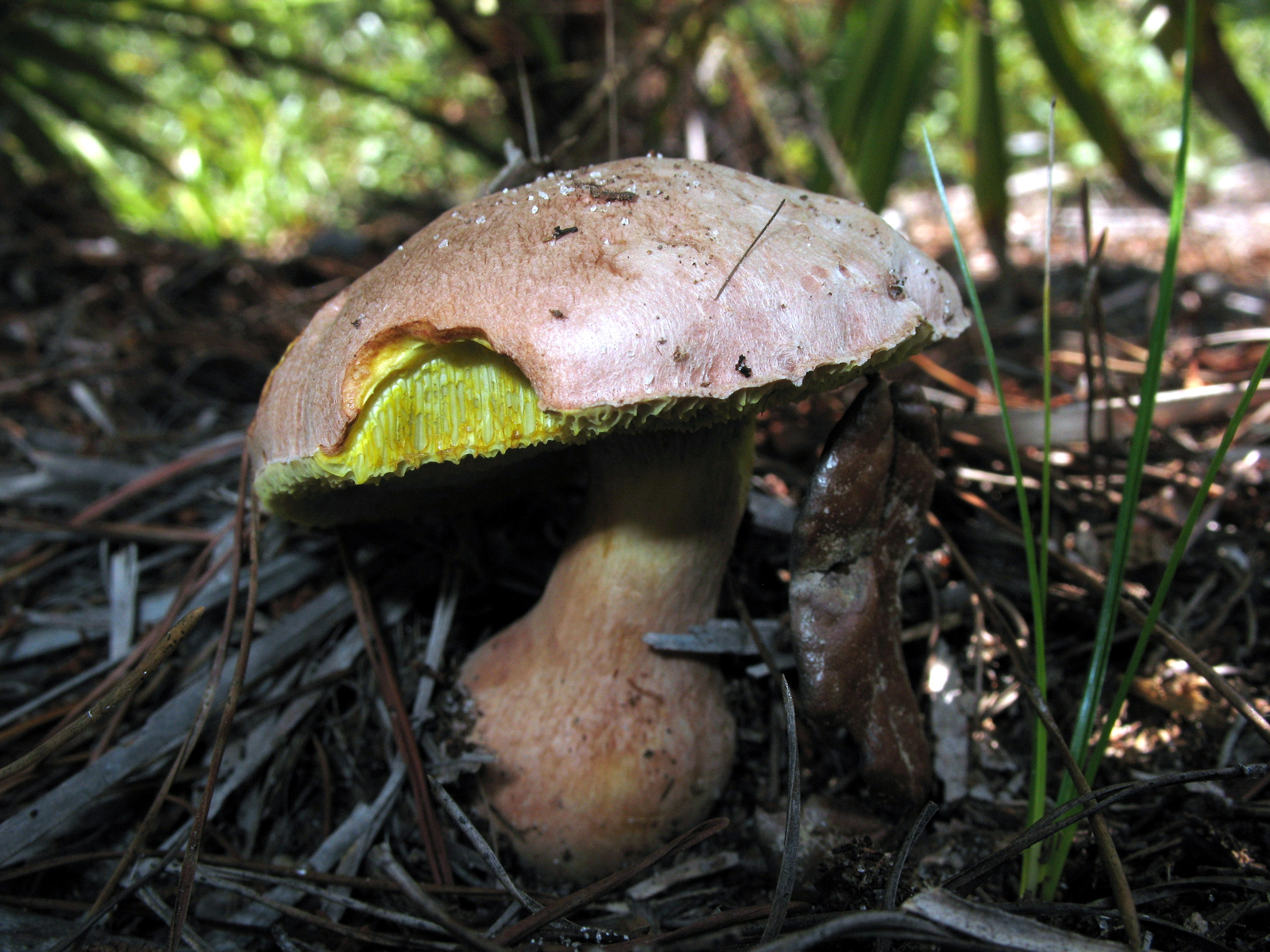
Boletus abruptibulbus
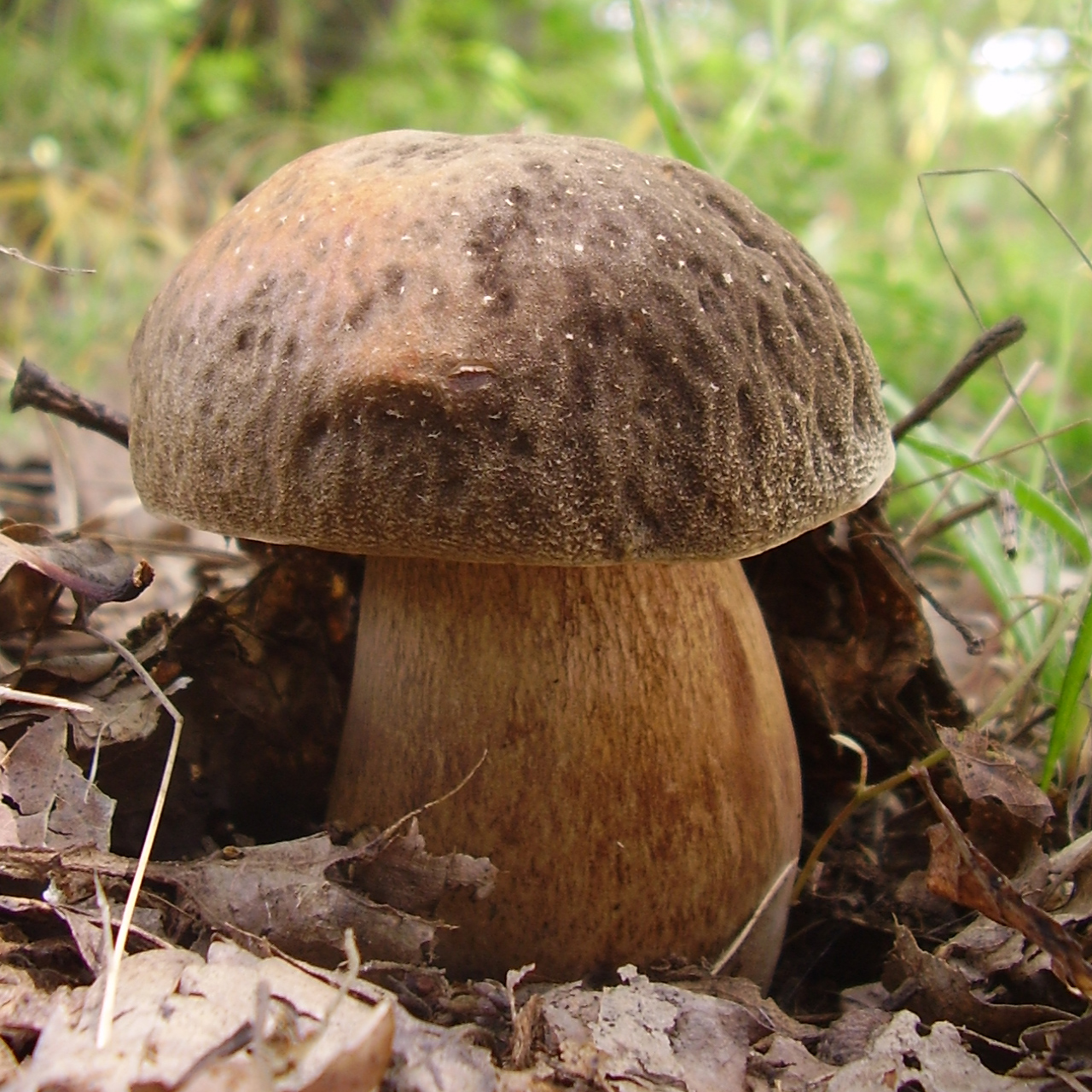
Boletus aereus
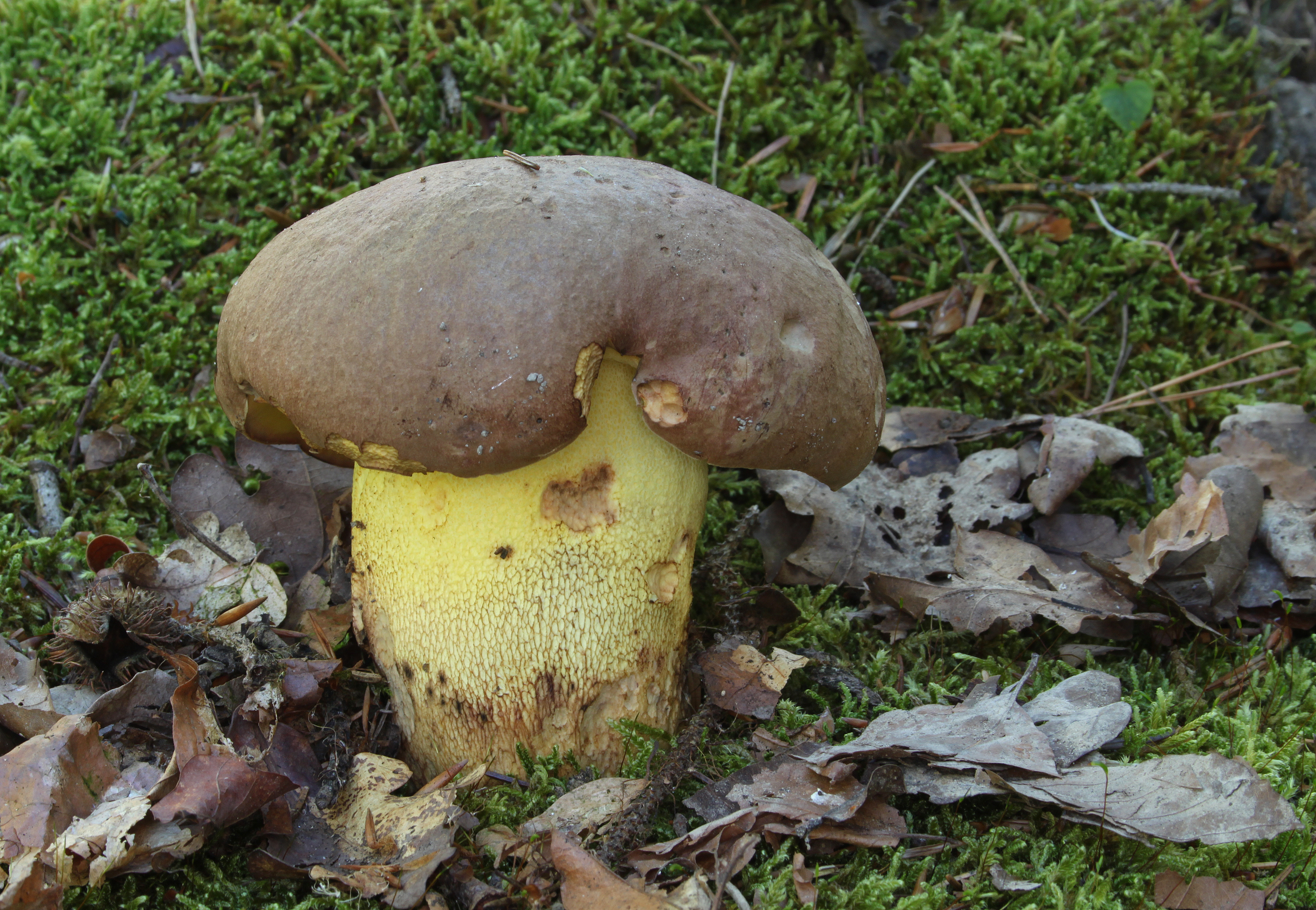
Boletus appendiculatus
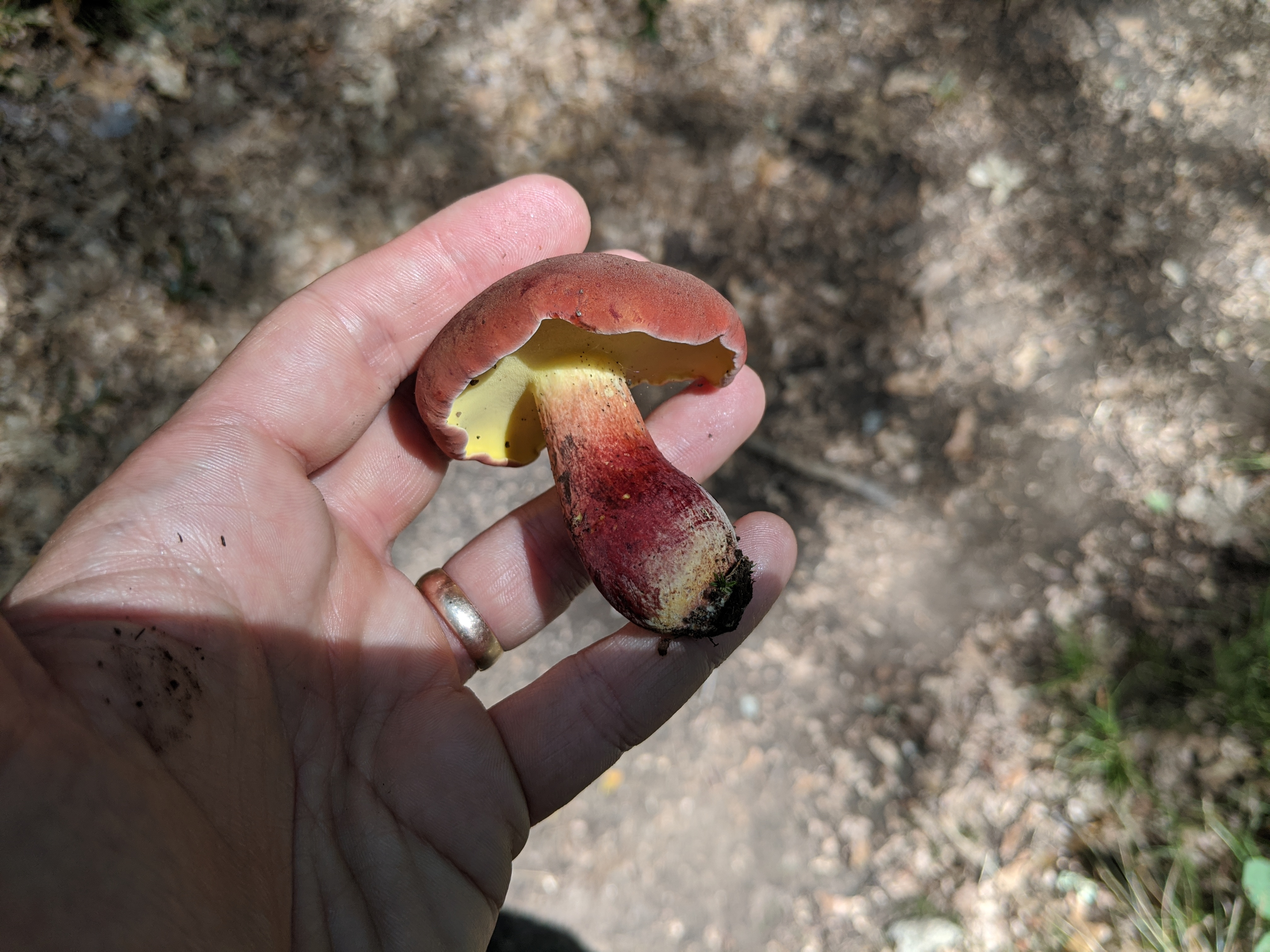
Boletus bicolor

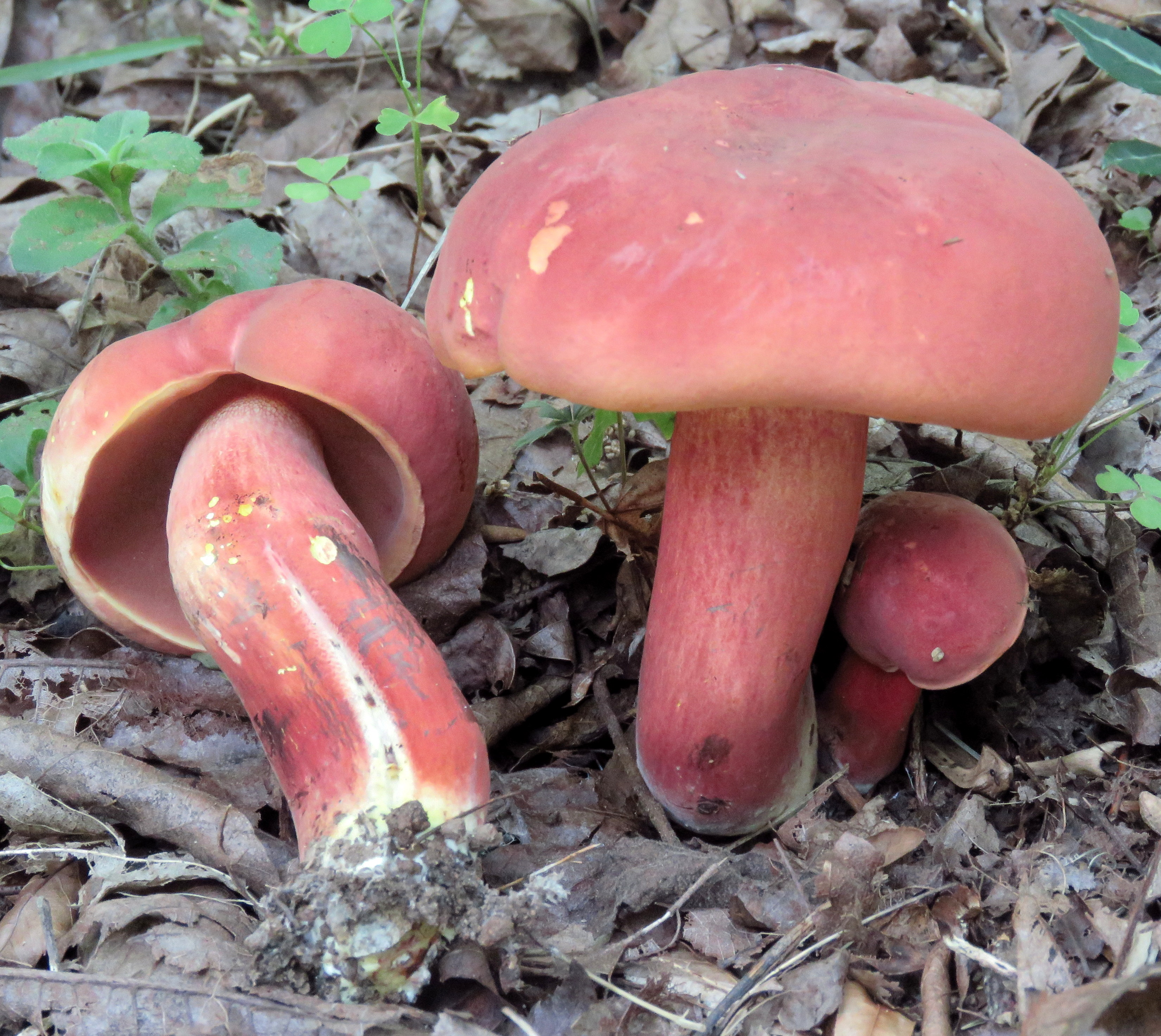
Boletus carminiporus
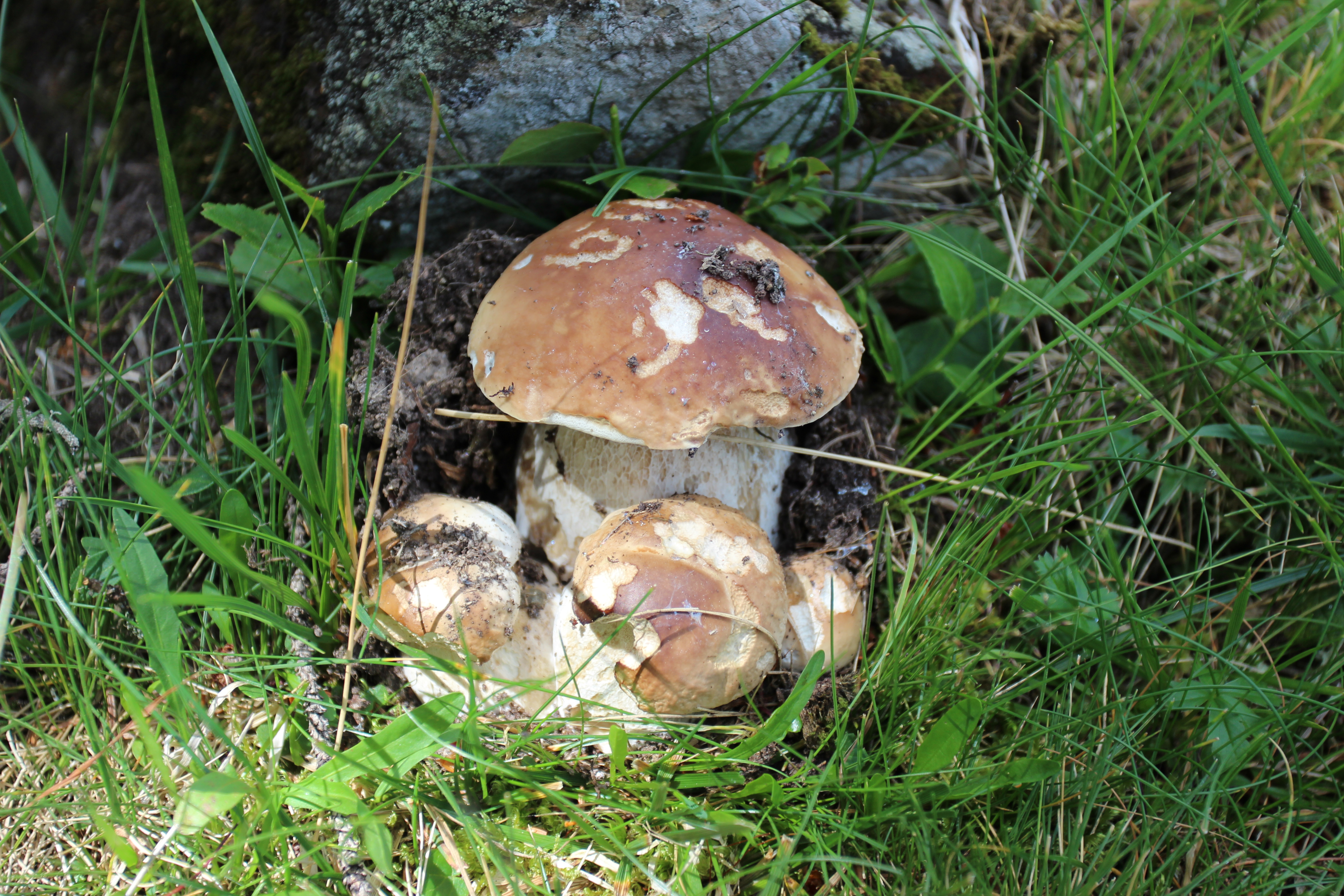
Boletus edulis
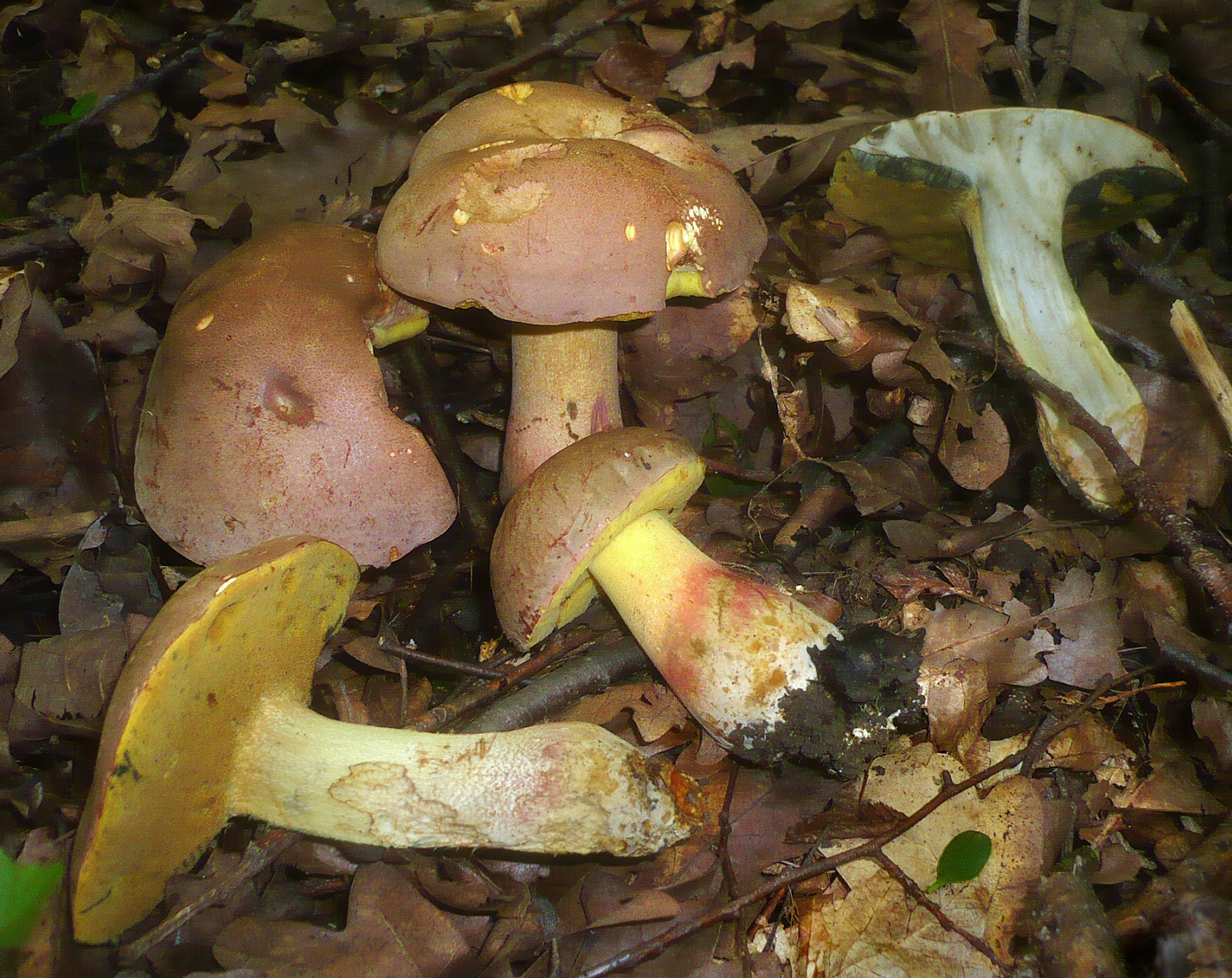
Boletus fechtneri
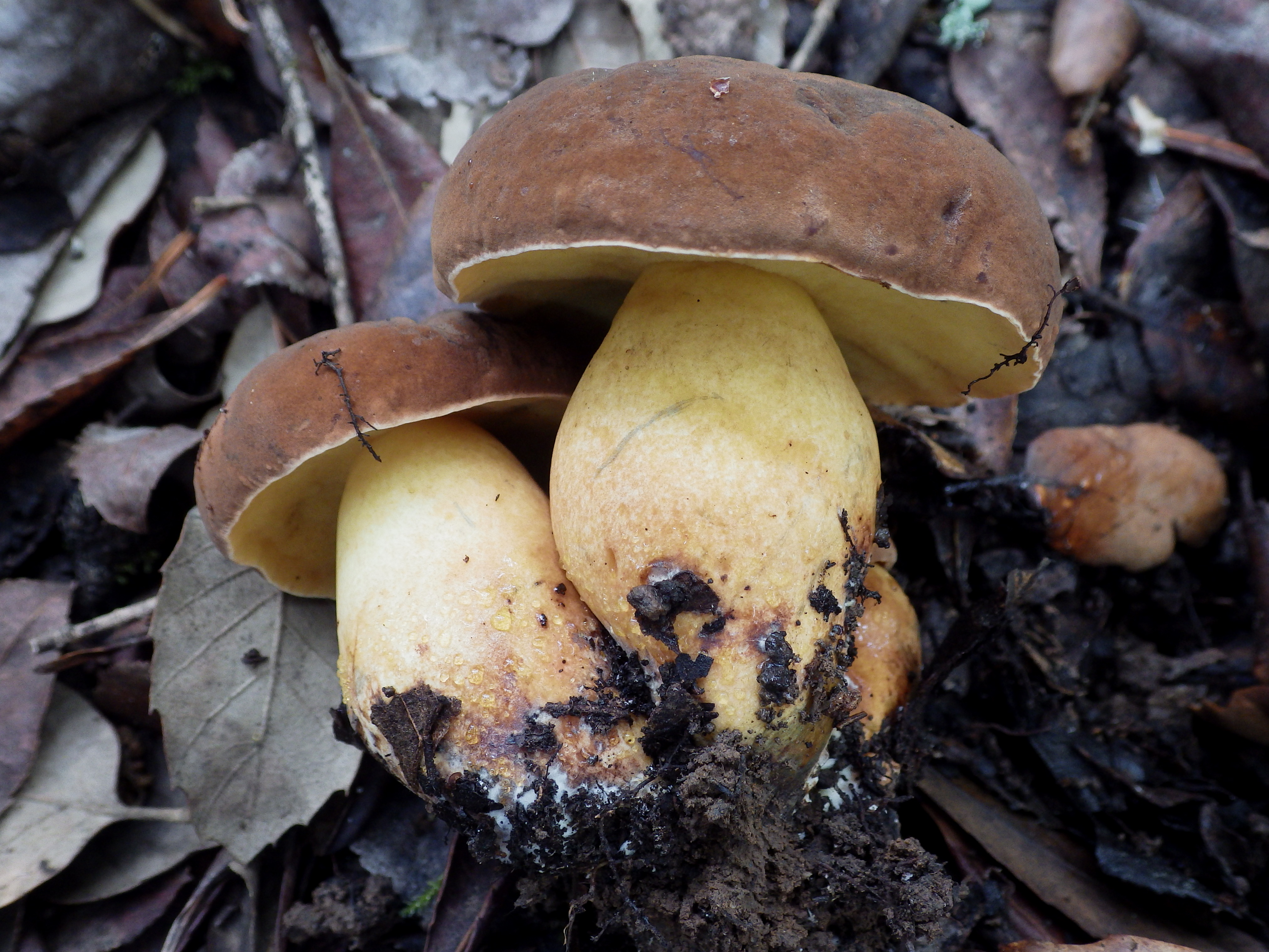
Boletus fragrans
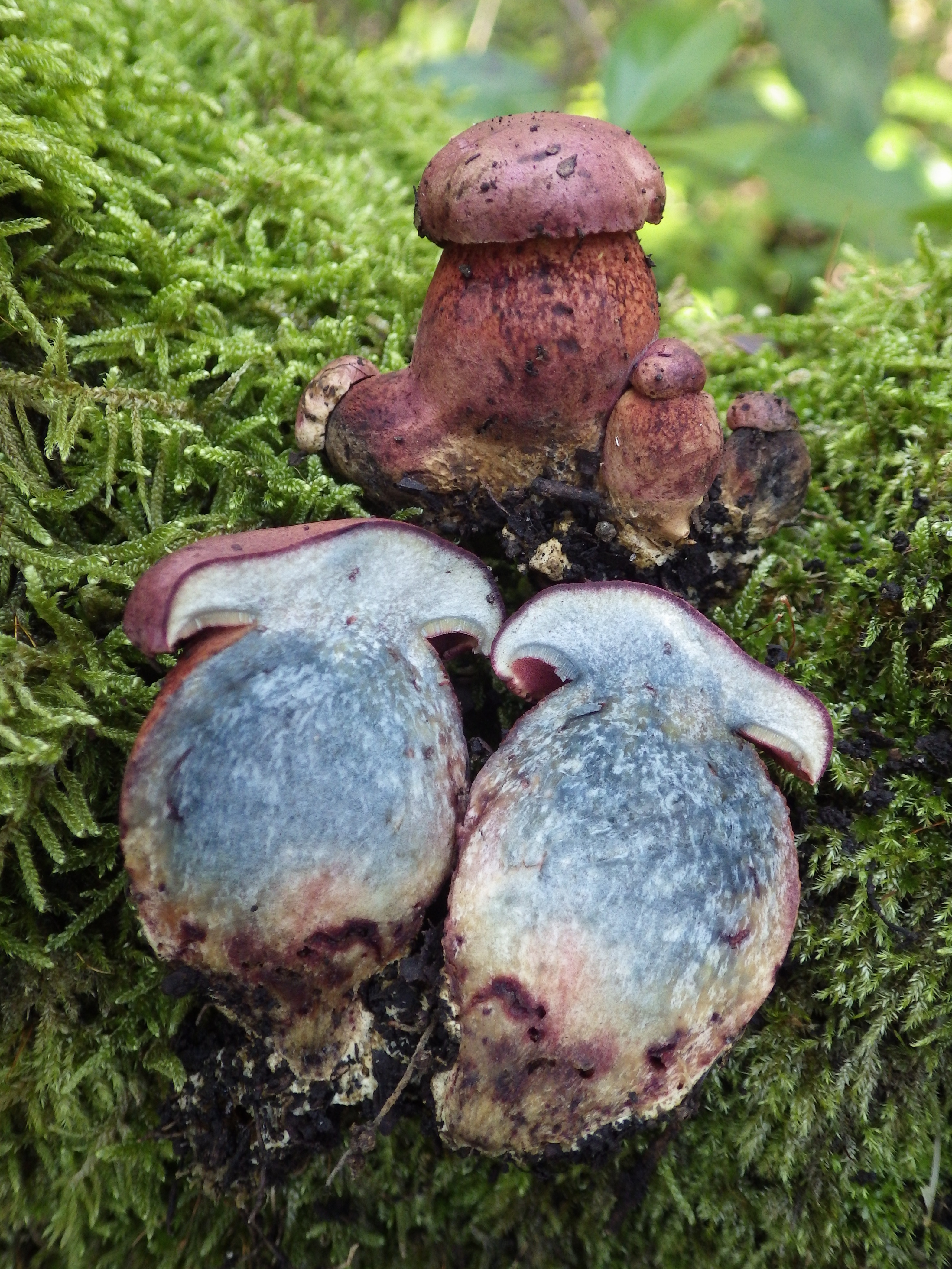
Boletus permagnificus

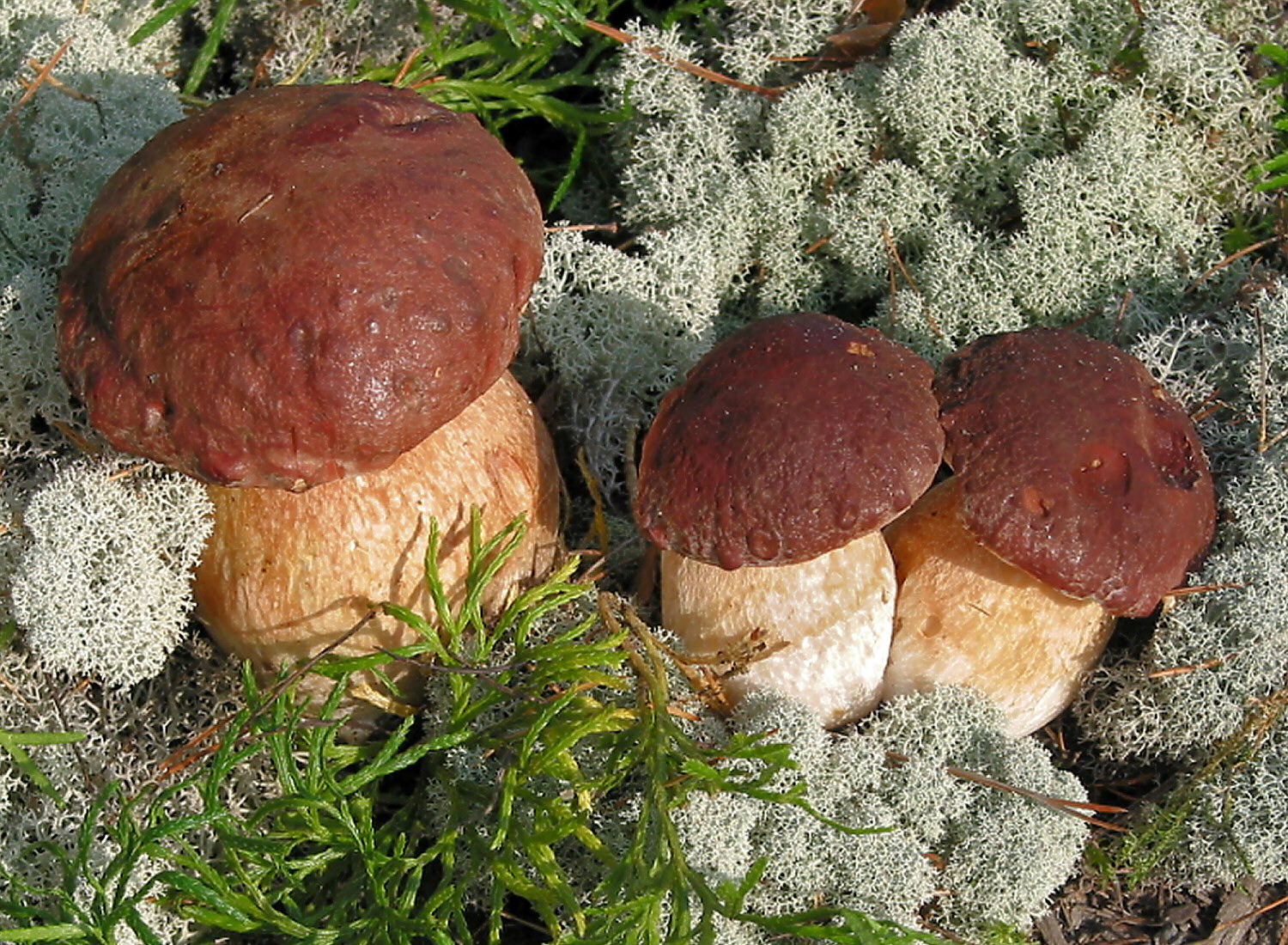
Boletus pinicola
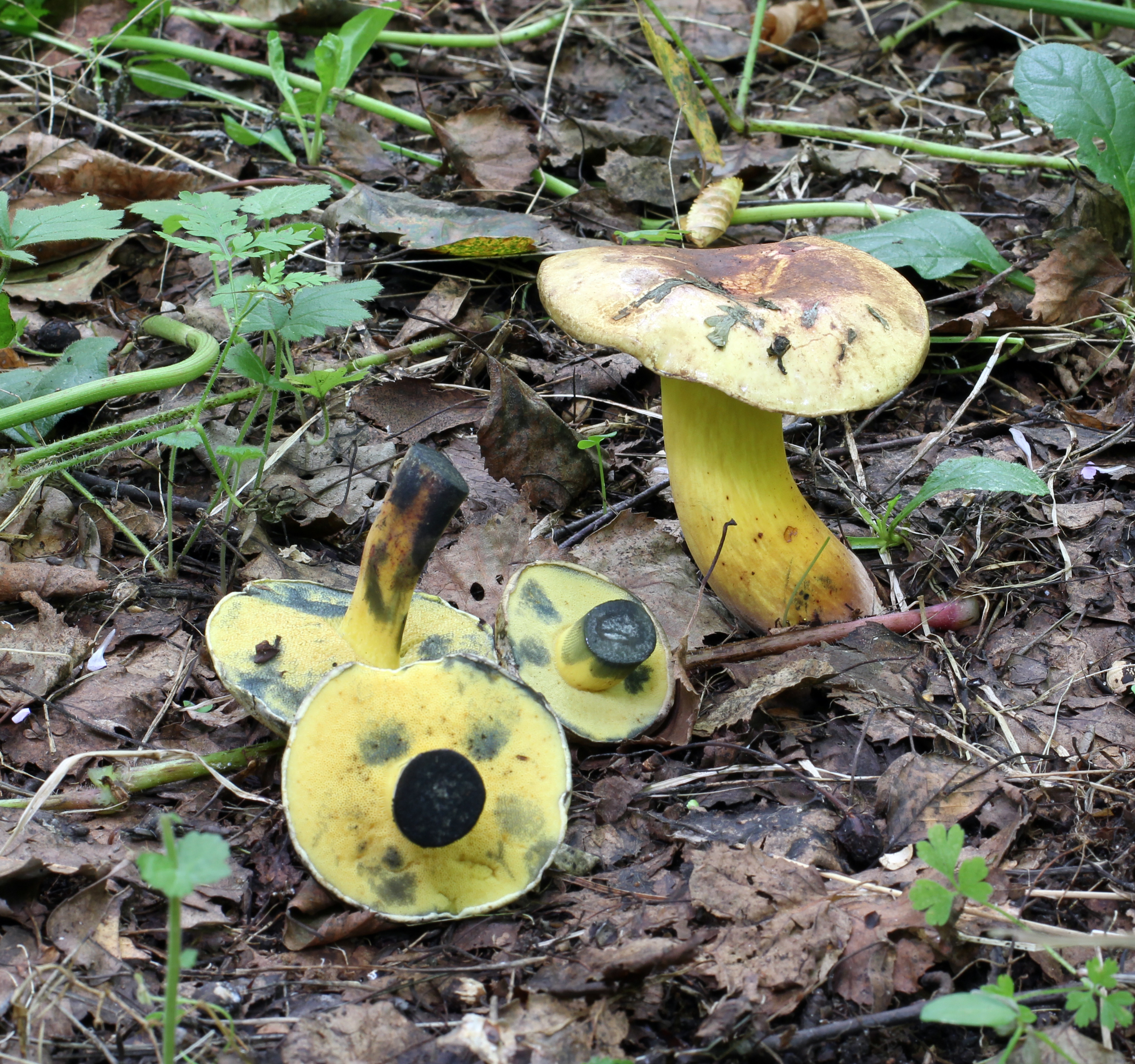
Boletus pulverulentus
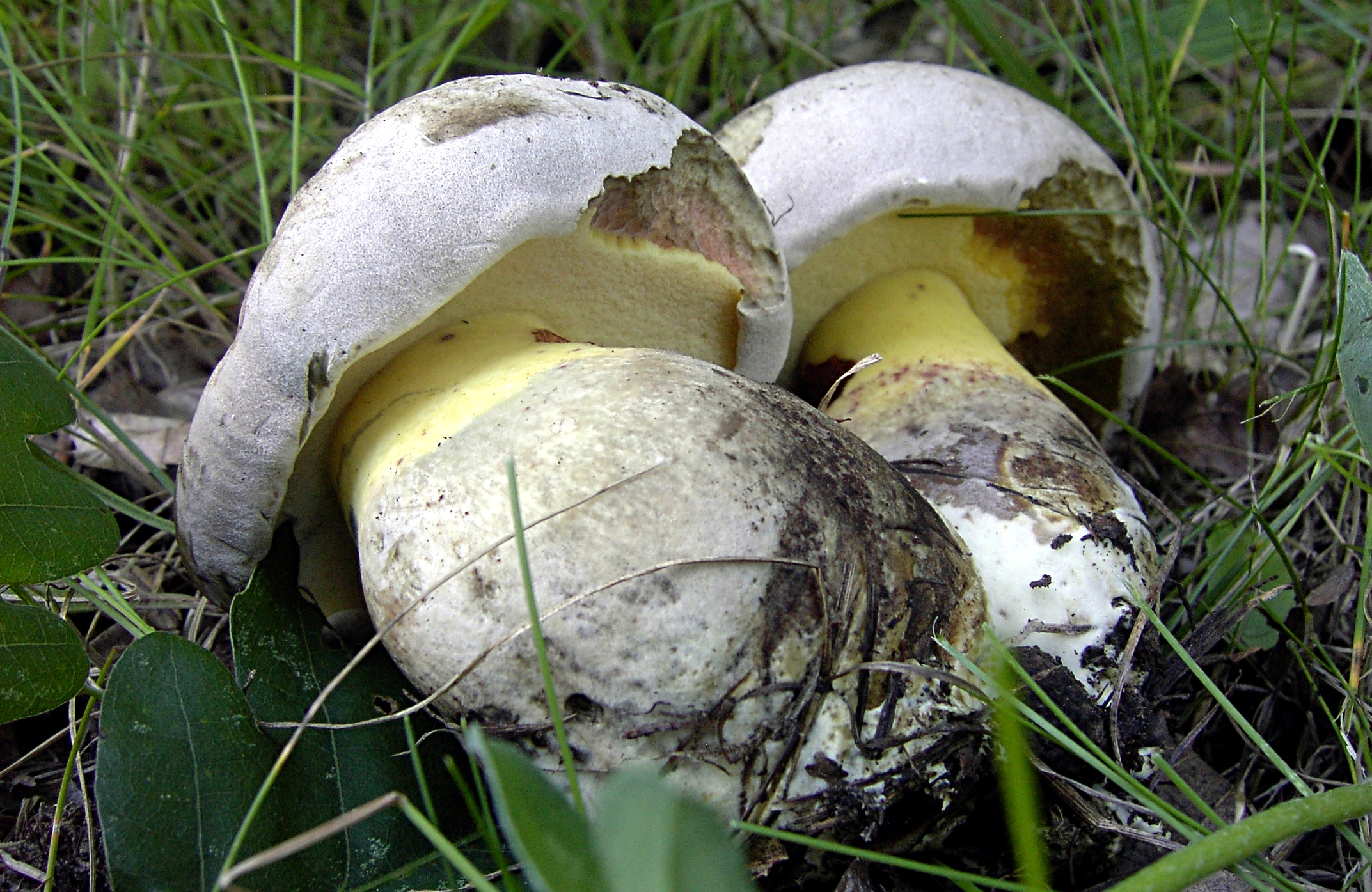
Boletus radicans
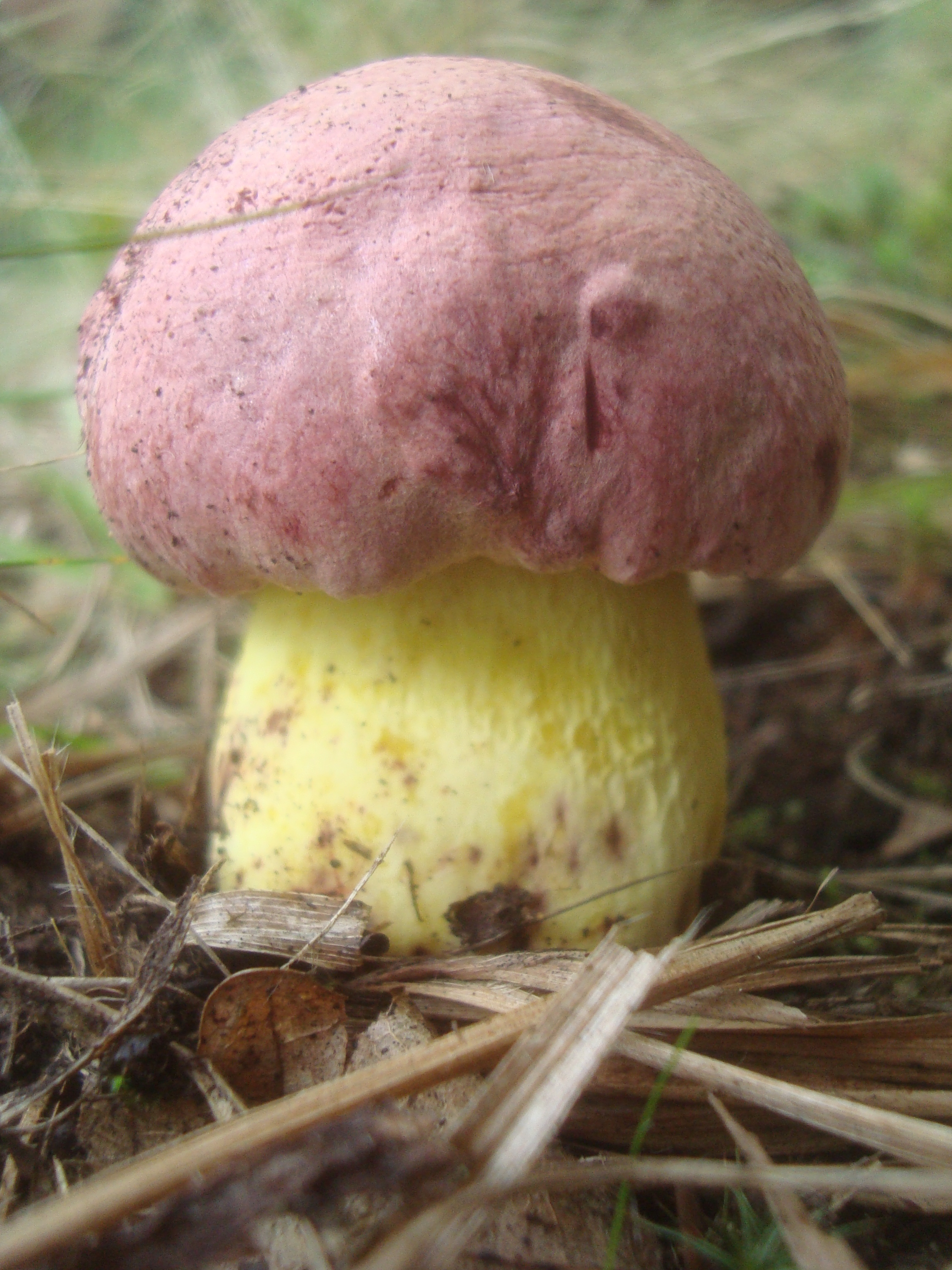
Boletus regius

## Boletus pe timbre

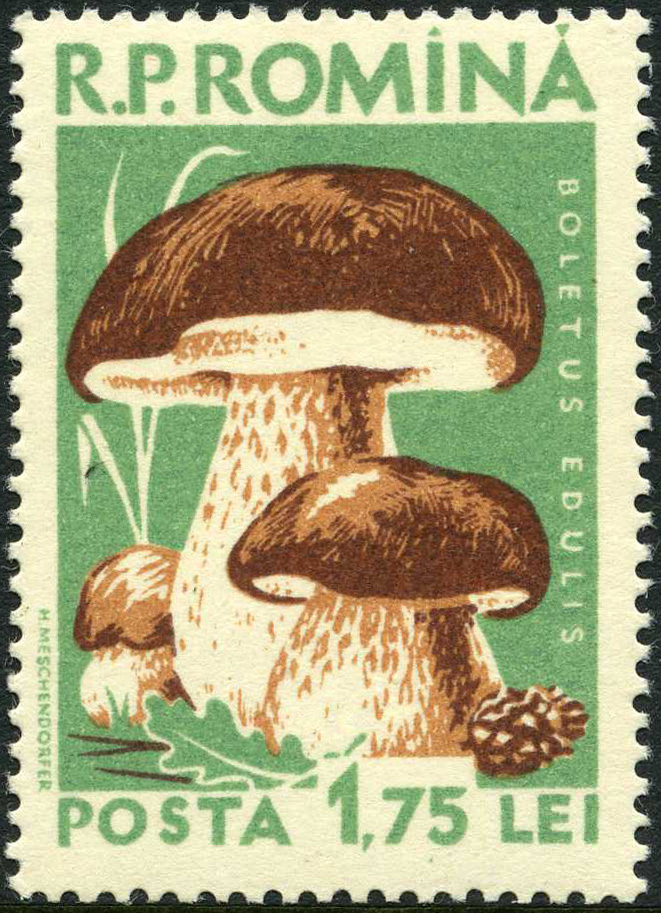
B. edulis, România 1958
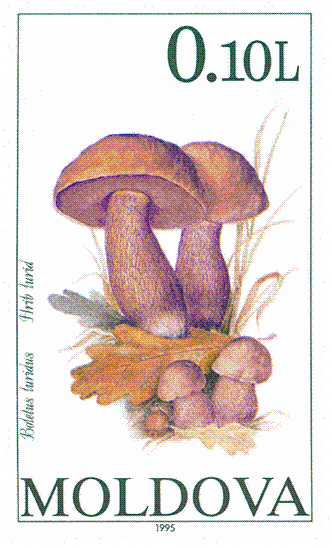
B. luridus, R. Moldova 1990
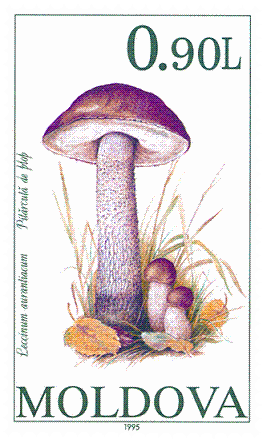
B. rufus, R. Moldova 1990
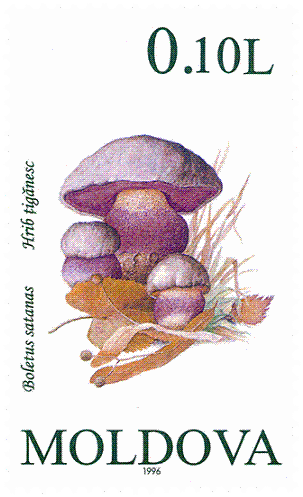
B. satanas, R. Moldova 1990
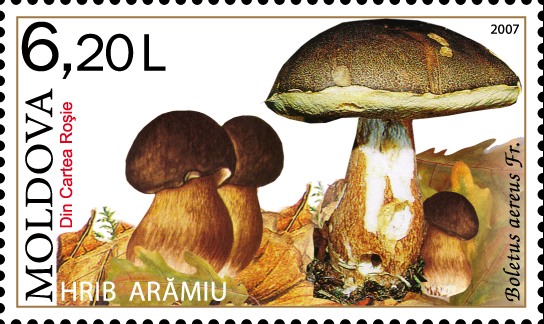
B. aereus, R. Moldova 2007